# Double-Chooz-Experiment
Koordinaten: 50° 5′ 26,8″ N, 4° 47′ 22″ O

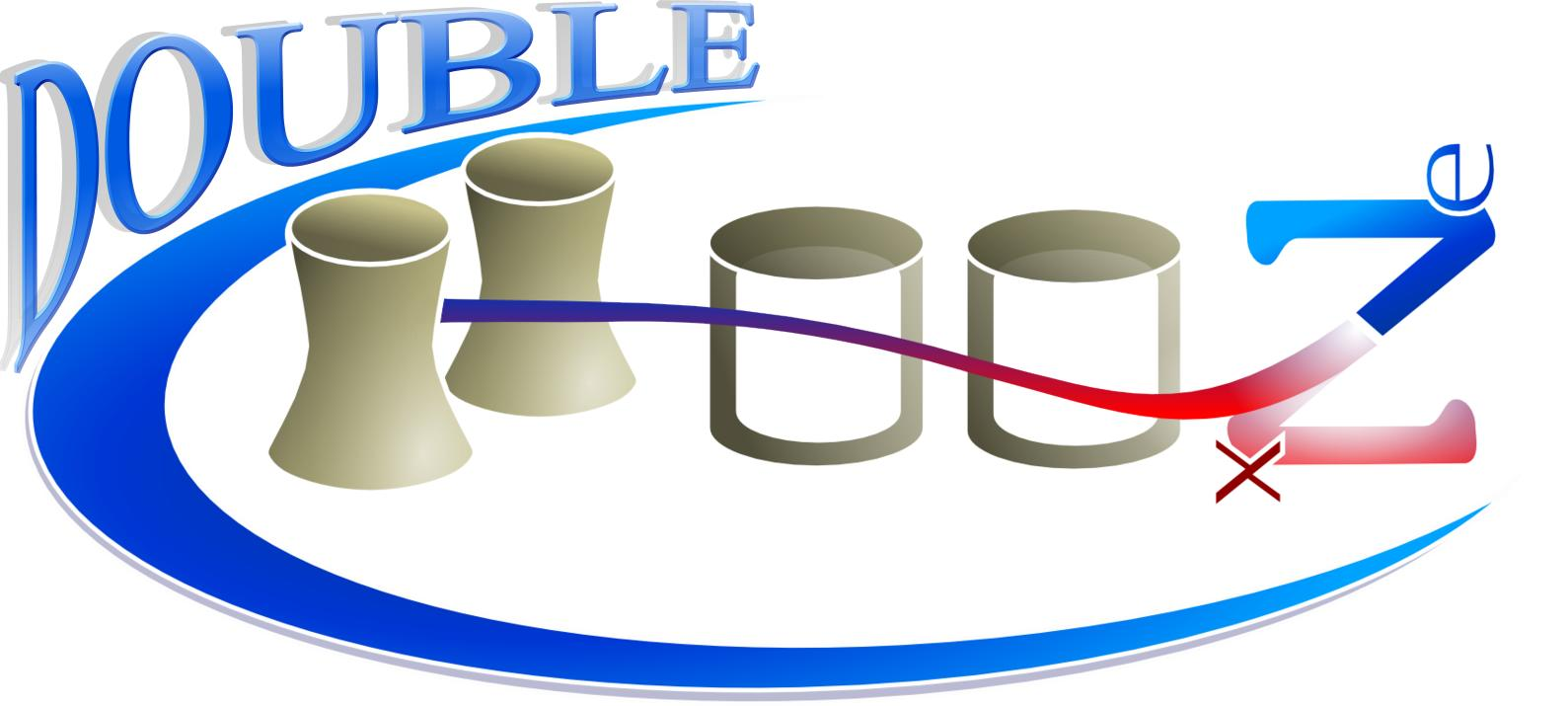
Logo des Experiments

Im Double-Chooz-Experiment werden Neutrinooszillationen untersucht, also die Fähigkeit von Neutrinos, sich von einer Sorte in eine andere umzuwandeln. Das Experiment wird in Frankreich im Rahmen einer internationalen Kollaboration am Kernkraftwerk Chooz betrieben. Wie in jedem Kernreaktor entstehen dort durch Betazerfall Antineutrinos in großer Zahl. Zur Bestimmung der Umwandlungswahrscheinlichkeit wurden zwei identische Neutrinodetektoren in 400 und 1050 m Entfernung zum Reaktor aufgebaut. Da Neutrinos eine sehr geringe Reaktionswahrscheinlichkeit haben, muss mehrere Jahre lang gemessen werden, um genügend Neutrinos nachzuweisen und die kleine Umwandlungswahrscheinlichkeit zu bestimmen.
Dieses Experiment ist der Nachfolger des Chooz-Experiments, das ebenfalls Neutrinos am Kernkraftwerk Chooz detektierte. Das ursprüngliche Chooz-Experiment konnte die bis 2012 genaueste Obergrenze für die Umwandlungswahrscheinlichkeit der Elektronneutrinos bestimmen, die als {\displaystyle \theta _{13}} bezeichnet wird. Von Double Chooz erhoffte man sich eine nochmals stark verbesserte Grenze oder sogar einen genauen Wert. Ein erstes im November 2011 präsentiertes Ergebnis deutete auf eine von Null verschiedene Umwandlungswahrscheinlichkeit hin. Dieser statistisch noch nicht signifikante Hinweis erwies sich später als konsistent mit den signifikanten Ergebnissen der Experimente Daya Bay und kurz darauf RENO. Seit 2012 liefert auch Double Chooz statistisch signifikante Ergebnisse.

## Konzept des Double-Chooz-Experiments

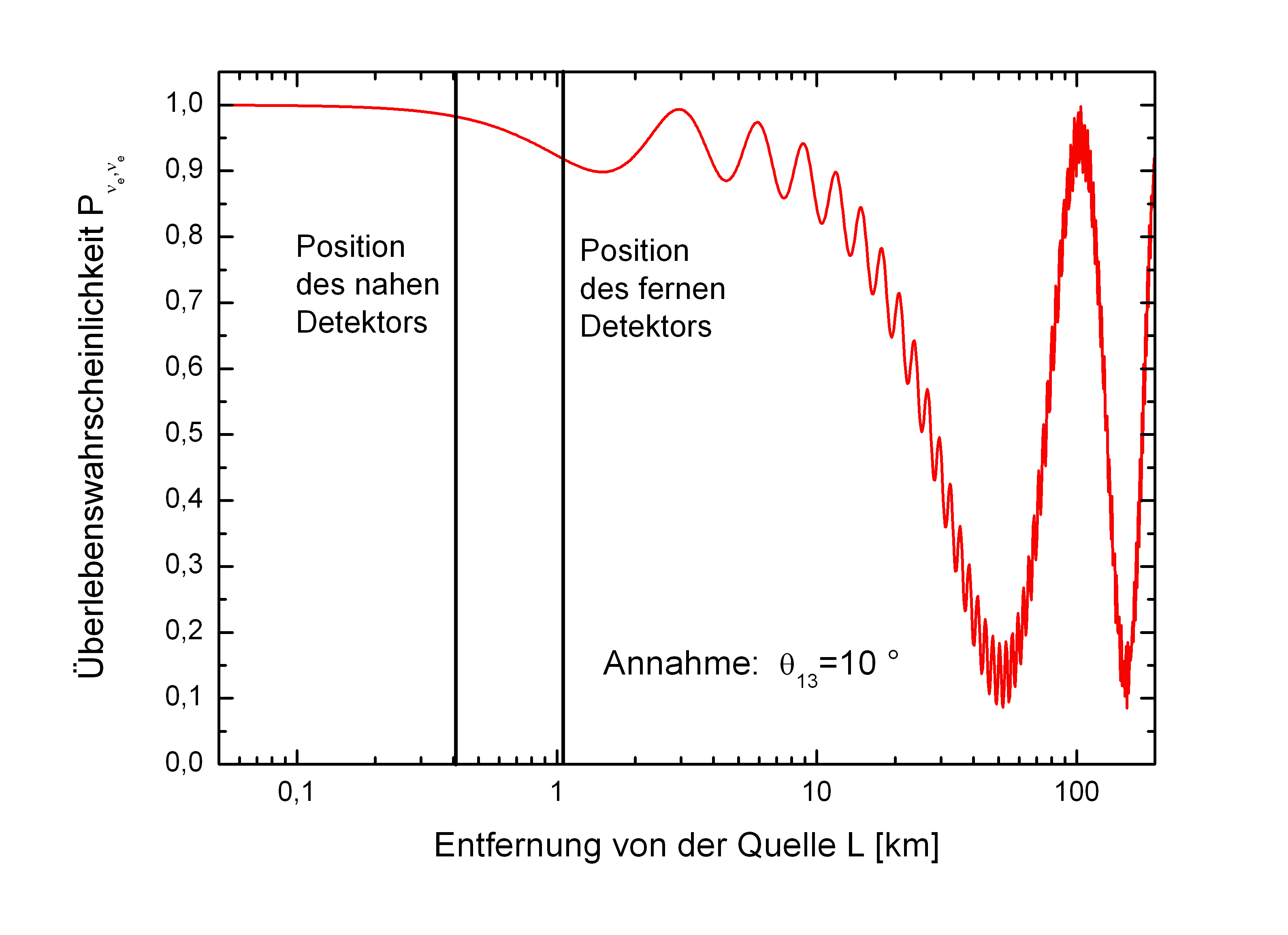
Oszillationswahrscheinlichkeit von Elektronantineutrinos

Der radioaktive Zerfall von Spaltprodukten im Kernreaktor liefert als Nebenprodukt Antielektronneutrinos, die in alle Richtungen fliegen. Einer von zwei Detektoren wird relativ nahe am Reaktor aufgestellt. Die Antineutrinos haben bis zum nahen Detektor noch nicht die Möglichkeit, sich in eine andere Sorte umzuwandeln. Der zweite Detektor ist dagegen in einem größeren Abstand platziert, in dem Umwandlungen wahrscheinlicher werden. Die Detektoren können ausschließlich die im Reaktor erzeugten Antielektronneutrinos messen. Misst man also im fernen Detektor weniger Neutrinos als durch die Abstandsverdünnung erwartet, kann man davon ausgehen, dass die Antielektronneutrinos sich teilweise in eine andere Sorte umgewandelt haben. Aus der Anzahl der Neutrinoereignisse im fernen Detektor im Vergleich zum nahen Detektor schließt man darauf, wie groß die Umwandlungswahrscheinlichkeit ist.
Neutrinos besitzen keine elektrische Ladung und lassen sich deshalb nur schwer nachweisen. Im Fall des Double-Chooz-Experiments geschieht der Neutrinonachweis über den inversen Betazerfall, bei dem ein Antielektronneutrino ein Proton in ein Neutron und ein Positron umwandelt:
{\displaystyle {\bar {\nu _{e}}}+p^{+}\rightarrow n^{0}+e^{+}}
Das entstehende Positron erzeugt im Detektor Szintillationslicht. Um das Neutron nachzuweisen, ist dem Flüssigszintillator Gadolinium zugesetzt, das das Neutron mit hoher Wahrscheinlichkeit einfängt und dabei in einen angeregten Zustand übergeht. Der angeregte Gadoliniumkern kann dann unter Aussendung von Gammastrahlung in den Grundzustand übergehen, was wieder zur Produktion von Szintillationslicht führt. Das Licht wird dann von den Photovervielfachern registriert.

## Detektorprinzip
Der Detektor besteht aus verschiedenen Teilen, die spezielle Aufgaben erfüllen. Im Innersten des Detektors sollen die Neutrinoreaktionen in einem Flüssigszintillator nachgewiesen werden. Dabei trifft ein Neutrino auf ein Proton und es entstehen ein Neutron und ein Positron (das Antiteilchen des Elektrons). Beide Reaktionsprodukte werden detektiert, um ein klar definiertes Neutrinosignal zu erhalten: Das Positron zerstrahlt zusammen mit einem Elektron aus der Umgebung und erzeugt damit zwei hochenergetische Photonen. Um das Neutron einzufangen, enthält der Szintillator Gadolinium. Dabei entstehen ebenfalls hochenergetische Photonen, die zeitlich etwas verzögert zum Positron-Signal auftreten. Im Flüssigszintillator der inneren zwei Volumina des Detektors wird die Energie der Photonen schrittweise umgewandelt, bis man am Ende sichtbares Licht erhält. Dieses Licht wird mithilfe von Photovervielfachern detektiert. Photovervielfacher sind Geräte, die einzelne Photonen im sichtbaren Bereich in ein elektrisches Signal umwandeln können. Der äußere Teil des Detektors dient zur Abschirmung von natürlicher ionisierender Strahlung aus der Umgebung. Das vierte Volumen wird zur aktiven Untergrundunterdrückung verwendet. Vor allem kosmische Myonen, die die Messung stören können, sollen in diesem Teil des Detektors erkannt werden.

## Bisherige Ergebnisse
Auf der LowNu-Konferenz in Seoul wurden im November 2011 erste Ergebnisse des Double-Chooz-Experimentes vorgestellt. Der wahrscheinlichste Wert von θ13 war demnach:
{\displaystyle \sin ^{2}(2\theta _{13})=0{,}085\pm 0{,}051}
Erste Ergebnisse legten Oszillationen nahe, konnten aber die Möglichkeit keiner Oszillation (θ13 = 0) noch nicht ausschließen (statistische Signifikanz von 1,7 Standardabweichungen). Double Chooz war damit das erste Reaktorneutrinoexperiment, das die Oszillation von Elektron-Antineutrinos auf kurzen Distanzen messen konnte. Am 8. März 2012 veröffentlichte die Daya-Bay-Kollaboration mit einer Signifikanz von mehr als fünf Standardabweichungen die erste Messung des Mischungswinkels θ13 über der Entdeckungsschwelle. Daya Bay gab für den Mischungswinkel den Wert 0,092 an, eine mit dem Ergebnis von Double Chooz konsistente Messung.
In den Jahren 2012 und 2014 gab die Double-Chooz-Kollaboration verbesserte Ergebnisse auf Basis größerer Datensätze mit signifikant reduzierten Unsicherheiten bekannt. Alle bis 2014 publizierten Ergebnisse beziehen sich auf Analysen der Daten mit dem fernen Detektor und stimmen innerhalb der Messgenauigkeit gut mit den Resultaten der anderen θ13 Experimente überein. Der zweite nahe Detektor wurde in einem eigens gebauten Untergrundlabor Ende 2014 fertig gestellt und nimmt seither Daten. Durch die Messung mit zwei Detektoren soll die dominante Unsicherheit aufgrund des vorhergesagten Reaktorneutrinoflusses deutlich reduziert werden.

## Institute aus Deutschland
Neben zahlreichen anderen Instituten aus Frankreich, Spanien, Russland, USA und Brasilien sind auch vier deutsche Institute an Double Chooz beteiligt:

- Eberhard Karls Universität Tübingen
- Max-Planck-Institut für Kernphysik Heidelberg
- Rheinisch-Westfälische Technische Hochschule Aachen
- Technische Universität München